# Compeyre
Compeyre est une commune française située dans le département de l'Aveyron en région Occitanie.
Le village est considéré comme village médiéval.
Compeyre se situe à 10 kilomètres de Millau et à 14 kilomètres du Rozier, village faisant office de frontière entre l'Aveyron et la Lozère.
Le patrimoine architectural de la commune comprend un immeuble protégé au titre des monuments historiques : le pigeonnier de Lagarde, inscrit en 2011.

## Géographie

### Localisation
Le village est situé un peu en aval des gorges du Tarn. La partie médiévale du village, avec ses petites ruelles étroites et escarpées, se trouve sur les flancs sud du Causse de Sauveterre. Son exposition sud et la géologie de son sol en font un lieu idéal pour des caves à vin[réf. nécessaire].
Les communes limitrophes sont  Aguessac, La Cresse, Paulhe, Rivière-sur-Tarn et Verrières.
Le village possède de nombreux hameaux et lieux-dits :
Le Mas - Pailhas - Quiers - Le Rascalat - La Garde - Cabrières - Soulacroup - Routous - Sus l'Ayre - Aldiguiès - Les Artières - Le Tarral - Lemencon - Le Valat.
Le village possède un accès au Lumensonesque, petite rivière qui fait en grande partie la limite avec la commune d'Aguessac.

### Hydrographie

#### Réseau hydrographique

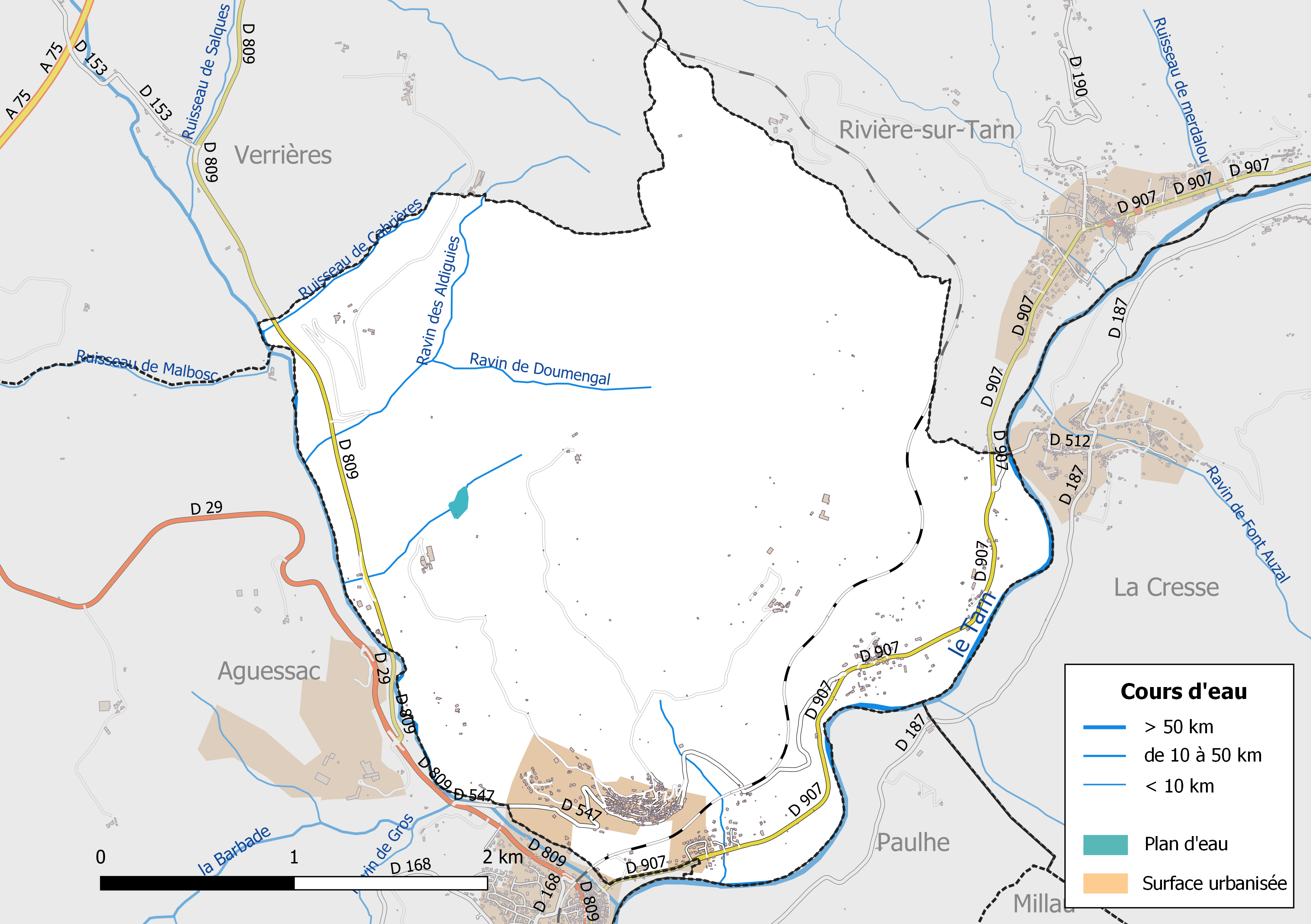
Réseaux hydrographique et routier de Compeyre.

La commune est drainée par le Tarn, le Lumansonesque, le ravin de Doumengal, le ravin des Aldiguies, le ruisseau de Cabrières et par divers petits cours d'eau.
Le Tarn, d'une longueur totale de 380,2 km, prend sa source dans la commune de Pont de Montvert - Sud Mont Lozère (48) et se jette  dans la Garonne à Saint-Nicolas-de-la-Grave (82), après avoir arrosé 99 communes. Il borde la commune au sud-est.
Le Lumansonesque, d'une longueur totale de 16,5 km, prend sa source dans la commune de Verrières et se jette  dans le Tarn à Aguessac, après avoir arrosé 5 communes. Il borde la commune à l'ouest sur plus de trois kilomètres.

#### Gestion des cours d'eau
Afin d’atteindre le bon état des eaux imposé par la Directive-cadre sur l'eau du 23 octobre 2000, plusieurs outils de gestion intégrée s’articulent à différentes échelles pour définir et mettre en œuvre un programme d’actions de réhabilitation et de gestion des milieux aquatiques : le SDAGE (Schéma directeur d'aménagement et de gestion des eaux), à l’échelle du bassin hydrographique, et le SAGE (Schéma d'aménagement et de gestion des eaux), à l’échelle locale. Ce dernier fixe les objectifs généraux d’utilisation, de mise en valeur et de protection quantitative et qualitative des ressources en eau superficielle et souterraine. Trois SAGE sont mis en oeuvre dans le département de l'Aveyron.
La commune fait partie du SAGE Tarn amont, approuvé le 15 décembre 2015, au sein du SDAGE Adour-Garonne. Le territoire de ce SAGE concerne une partie des bassins du Tarn de l’Aveyron et de l’Agout. Il couvre 69 communes, sur trois départements (Aveyron, Gard et Lozère) et deux régions, pour une superficie de 2 700 km2,. Le pilotage et l’animation du SAGE et du contrat de rivière du Tarn-amont associé sont assurés par le Syndicat mixte du bassin versant du Tarn-amont (SMBVTAM), qualifié de « structure porteuse ». Cet organisme a été créé le 1er avril 2018 et est constitué de neuf communautés de communes.

### Climat
Pour des articles plus généraux, voir Climat de l'Occitanie et Climat de l'Aveyron.
En 2010, le climat de la commune est de type climat des marges montargnardes, selon une étude s'appuyant sur une série de données couvrant la période 1971-2000. En 2020, Météo-France publie une typologie des climats de la France métropolitaine dans laquelle la commune est exposée à un climat de montagne et est dans la région climatique Sud-est du Massif Central, caractérisée par une pluviométrie annuelle de 1 000 à 1 500 mm, minimale en été, maximale en automne.
Pour la période 1971-2000, la température annuelle moyenne est de 12,1 °C, avec une amplitude thermique annuelle de 16,3 °C. Le cumul annuel moyen de précipitations est de 1 070 mm, avec 10,7 jours de précipitations en janvier et 4,9 jours en juillet. Pour la période 1991-2020, la température moyenne annuelle observée sur la station météorologique la plus proche, située sur la commune de Millau à 7 km à vol d'oiseau, est de 11,2 °C et le cumul annuel moyen de précipitations est de 713,2 mm,. Pour l'avenir, les paramètres climatiques de la commune estimés pour 2050 selon différents scénarios d'émission de gaz à effet de serre sont consultables sur un site dédié publié par Météo-France en novembre 2022.

### Milieux naturels et biodiversité

#### Espaces protégés
La protection réglementaire est le mode d’intervention le plus fort pour préserver des espaces naturels remarquables et leur biodiversité associée.
Dans ce cadre, la commune fait partie d'un espace protégé, le Parc naturel régional des Grands Causses, créé en 1995 et d'une superficie de 327 937 ha, qui s'étend sur 97 communes. Ce territoire rural habité, reconnu au niveau national pour sa forte valeur patrimoniale et paysagère, s’organise autour d’un projet concerté de développement durable, fondé sur la protection et la valorisation de son patrimoine,,.

#### Sites Natura 2000

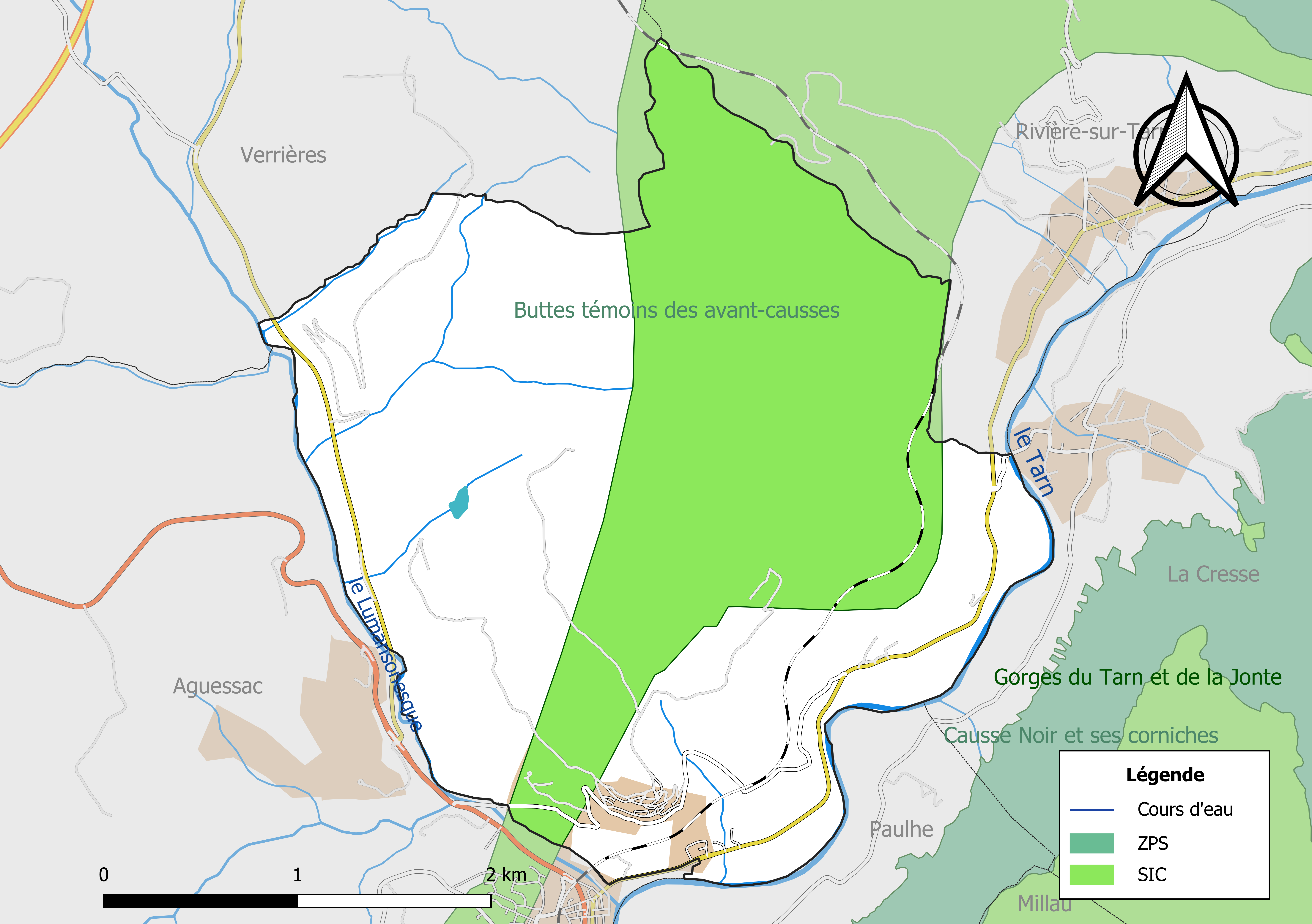
Sites Natura 2000 sur le territoire communal.

Le réseau Natura 2000 est un réseau écologique européen de sites naturels d’intérêt écologique élaboré à partir des Directives « Habitats » et « Oiseaux ». Ce réseau est constitué de Zones spéciales de conservation (ZSC) et de Zones de protection spéciale (ZPS). Dans les zones de ce réseau, les États Membres s'engagent à maintenir dans un état de conservation favorable les types d'habitats et d'espèces concernés, par le biais de mesures réglementaires, administratives ou contractuelles.
Un site Natura 2000 a été défini sur la commune au titre de la « directive Habitats » : 
Les « Buttes témoins des avant-causses », d'une superficie de 2 325 ha pour six communes du département, sont constituées de buttes-témoins calcaires avec parois et corniches, recouvertes de pelouses-landes et de taillis de chênes pubescents.

#### Zones naturelles d'intérêt écologique, faunistique et floristique
L’inventaire des zones naturelles d'intérêt écologique, faunistique et floristique (ZNIEFF) a pour objectif de réaliser une couverture des zones les plus intéressantes sur le plan écologique, essentiellement dans la perspective d’améliorer la connaissance du patrimoine naturel national et de fournir aux différents décideurs un outil d’aide à la prise en compte de l’environnement dans l’aménagement du territoire.
Le territoire communal de Compeyre comprend trois ZNIEFF de type 1, : 
- les « Buttes et corniches des Avants-Causses » (2 883 ha), couvrant 5 communes dont 4 dans l'Aveyron et 1 dans la Lozère[22]
- la « Rivière Tarn (partie Aveyron) » (2 381 ha), couvrant 41 communes dont 25 dans l'Aveyron et 16 dans le Tarn[23];
- la « Vallée supérieure et gorges du Tarn » (1 938 ha), couvrant 8 communes dont 7 dans l'Aveyron et 1 dans la Lozère[24]

et une ZNIEFF de type 2,, 
la « Vallée du Tarn, amont » (36 322 ha), qui s'étend sur 57 communes dont 31 dans l'Aveyron, 1 dans la Lozère et 25 dans le Tarn.

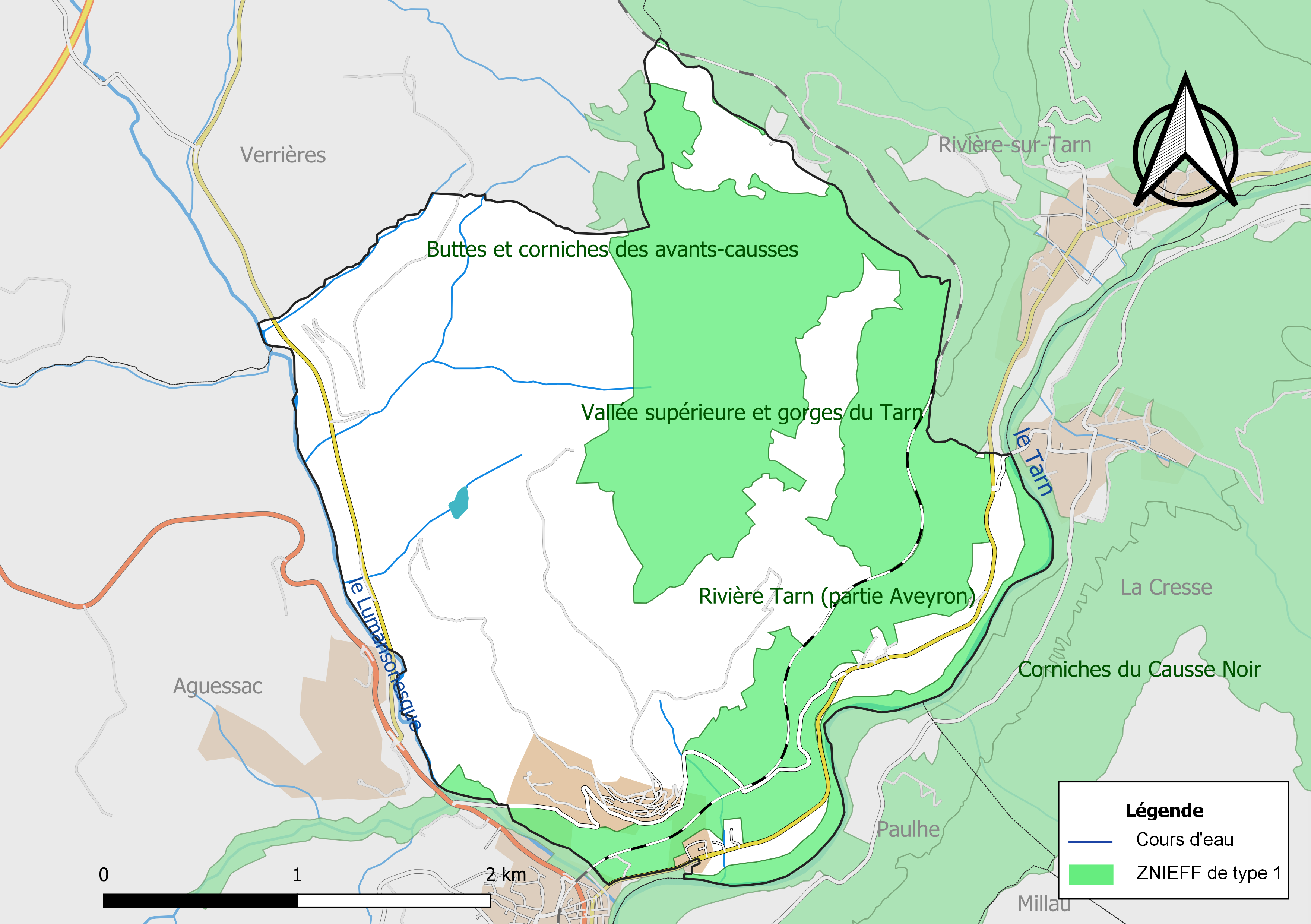
Carte des ZNIEFF de type 1 de la commune.
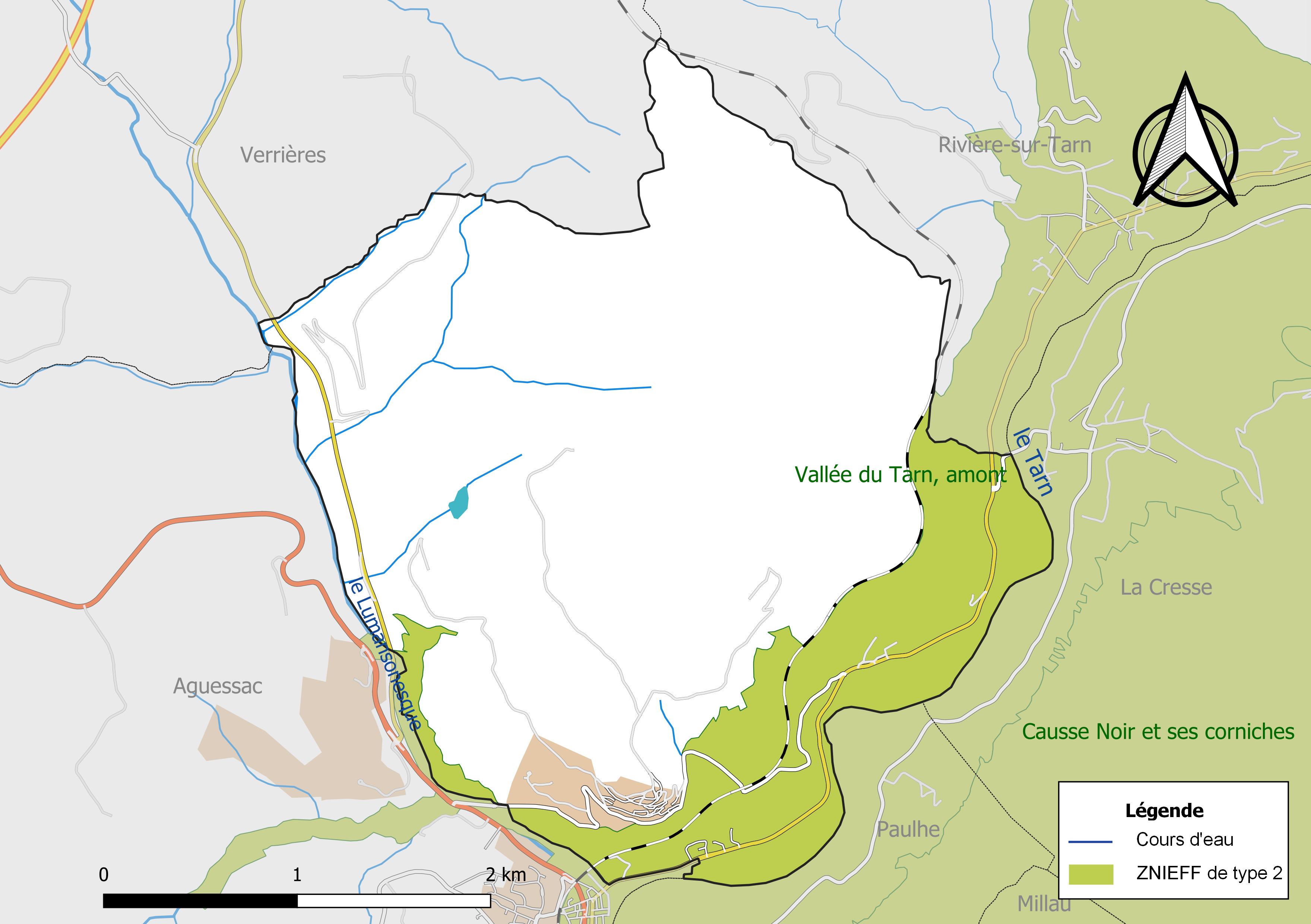
Carte de la ZNIEFF de type 2 de la commune.

## Urbanisme

### Typologie
Au 1er janvier 2024, Compeyre est catégorisée commune rurale à habitat dispersé, selon la nouvelle grille communale de densité à 7 niveaux définie par l'Insee en 2022.
Elle est située hors unité urbaine. Par ailleurs la commune fait partie de l'aire d'attraction de Millau, dont elle est une commune de la couronne,. Cette aire, qui regroupe 23 communes, est catégorisée dans les aires de moins de 50 000 habitants,.

### Occupation des sols

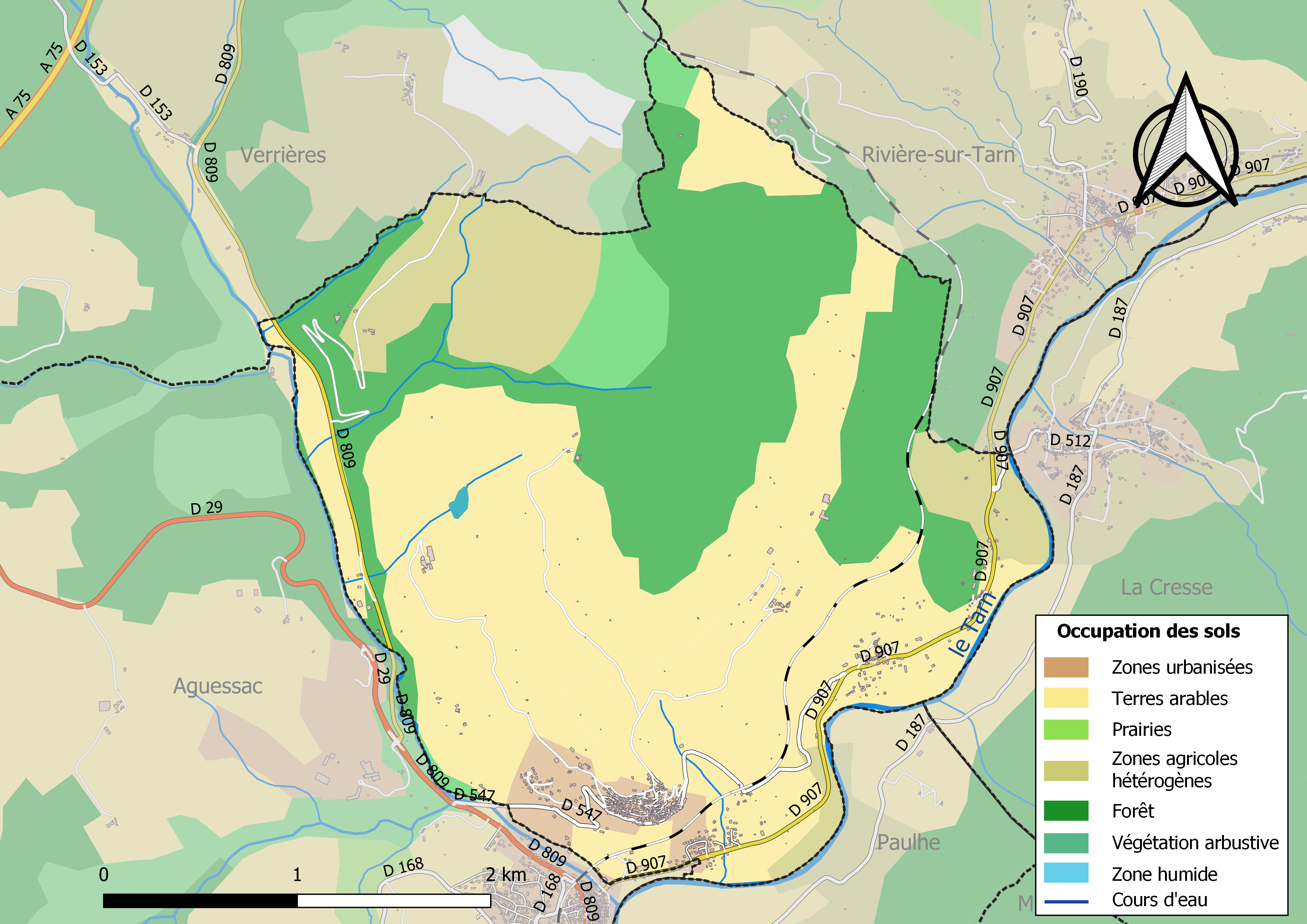
Infrastructures et occupation des sols de la commune de Compeyre.

L'occupation des sols de la commune, telle qu'elle ressort de la base de données européenne d’occupation biophysique des sols Corine Land Cover (CLC), est marquée par l'importance des territoires agricoles (61,7 % en 2018), une proportion sensiblement équivalente à celle de 1990 (62,3 %). La répartition détaillée en 2018 est la suivante : 
terres arables (48 %), forêts (31,2 %), zones agricoles hétérogènes (13,8 %), zones urbanisées (3,9 %), milieux à végétation arbustive et/ou herbacée (3,3 %).

### Planification
La loi SRU du 13 décembre 2000 a incité fortement les communes à se regrouper au sein d’un établissement public, pour déterminer les partis d’aménagement de l’espace au sein d’un SCoT, un document essentiel d’orientation stratégique des politiques publiques à une grande échelle. La commune est dans le territoire du SCoT du Parc naturel régional des Grands Causses, approuvé le vendredi 7 juillet 2017 par le comité syndical et mis à l’enquête publique en décembre 2019. La structure porteuse est le Pôle d'équilibre territorial et rural du PNR des Grands Causses, qui associe huit communautés de communes, notamment la communauté de communes de Millau Grands Causses, dont la commune est membre.
La commune disposait en 2017 d'un plan local d'urbanisme en révision. Le zonage réglementaire et le règlement associé peuvent être consultés sur le Géoportail de l'urbanisme.

### Risques majeurs
Le territoire de la commune de Compeyre est vulnérable à différents aléas naturels : inondations, climatiques (hiver exceptionnel ou canicule), feux de forêts et séisme (sismicité faible).
Il est également exposé à un risque technologique, le transport de matières dangereuses, et à un risque particulier, le risque radon,.

#### Risques naturels

Zones inondables de la commune de Compeyre.

Certaines parties du territoire communal sont susceptibles d’être affectées par le risque d’inondation par débordement du Tarn et du Lumansonesque. Les dernières grandes crues historiques, ayant touché plusieurs parties du département, remontent aux 3 et 4 décembre 2003 (dans les bassins du Lot, de l'Aveyron, du Viaur et du Tarn) et au 28 novembre 2014 (bassins de la Sorgues et du Dourdou). Ce risque est pris en compte dans l'aménagement du territoire de la commune par le biais du Plan de prévention du risque inondation (PPRI) Tarn amont 2, approuvé le 26 janvier 2011.
Le Plan départemental de protection des forêts contre les incendies découpe le département de l’Aveyron en sept « bassins de risque » et définit une sensibilité des communes à l’aléa feux de forêt (de faible à très forte). La commune est classée en sensibilité forte.
Les mouvements de terrains susceptibles de se produire sur la commune sont soit des mouvements liés au retrait-gonflement des argiles, soit des effondrements liés à des cavités souterraines. Le phénomène de retrait-gonflement des argiles est la conséquence d'un changement d'humidité des sols argileux. Les argiles sont capables de fixer l'eau disponible mais aussi de la perdre en se rétractant en cas de sécheresse. Ce phénomène peut provoquer des dégâts très importants sur les constructions (fissures, déformations des ouvertures) pouvant rendre inhabitables certains locaux. La carte de zonage de cet aléa peut être consultée sur le site de l'observatoire national des risques naturels Géorisques. Une autre carte permet de prendre connaissance des cavités souterraines localisées sur la commune.

#### Risques technologiques
Le risque de transport de matières dangereuses sur la commune est lié à sa traversée par une route à fort trafic et une ligne de chemin de fer. Un accident se produisant sur de telles infrastructures est en effet susceptible d’avoir des effets graves au bâti ou aux personnes jusqu’à 350 m, selon la nature du matériau transporté. Des dispositions d’urbanisme peuvent être préconisées en conséquence.

#### Risque particulier
Dans plusieurs parties du territoire national, le radon, accumulé dans certains logements ou autres locaux, peut constituer une source significative d’exposition de la population aux rayonnements ionisants. Toutes les communes du département sont concernées par le risque radon à un niveau plus ou moins élevé. La commune de Compeyre est classée à risque faible.

## Toponymie
En occitan, la commune porte le nom de Compèire.

## Histoire

### Moyen Âge
Compeyre, dut son rayonnement principalement au commerce de son vin apprécié par les Papes en Avignon, grâce entre autres à la qualité de sa conservation dans les 80 caves à fleurines recensées au Moyen Âge, ce qui fait d'elles les plus anciennes de la vallée[réf. nécessaire].

## Politique et administration

### Découpage territorial
La commune de Compeyre est membre de la communauté de communes de Millau Grands Causses, un établissement public de coopération intercommunale (EPCI) à fiscalité propre créé le 27 décembre 1999 dont le siège est à Millau. Ce dernier est par ailleurs membre d'autres groupements intercommunaux.
Sur le plan administratif, elle est rattachée à l'arrondissement de Millau, au département de l'Aveyron et à la région Occitanie. Sur le plan électoral, elle dépend du  canton de Millau-2 pour l'élection des conseillers départementaux, depuis le redécoupage cantonal de 2014 entré en vigueur en 2015, et de la troisième circonscription de l'Aveyron  pour les élections législatives, depuis le dernier découpage électoral de 2010.

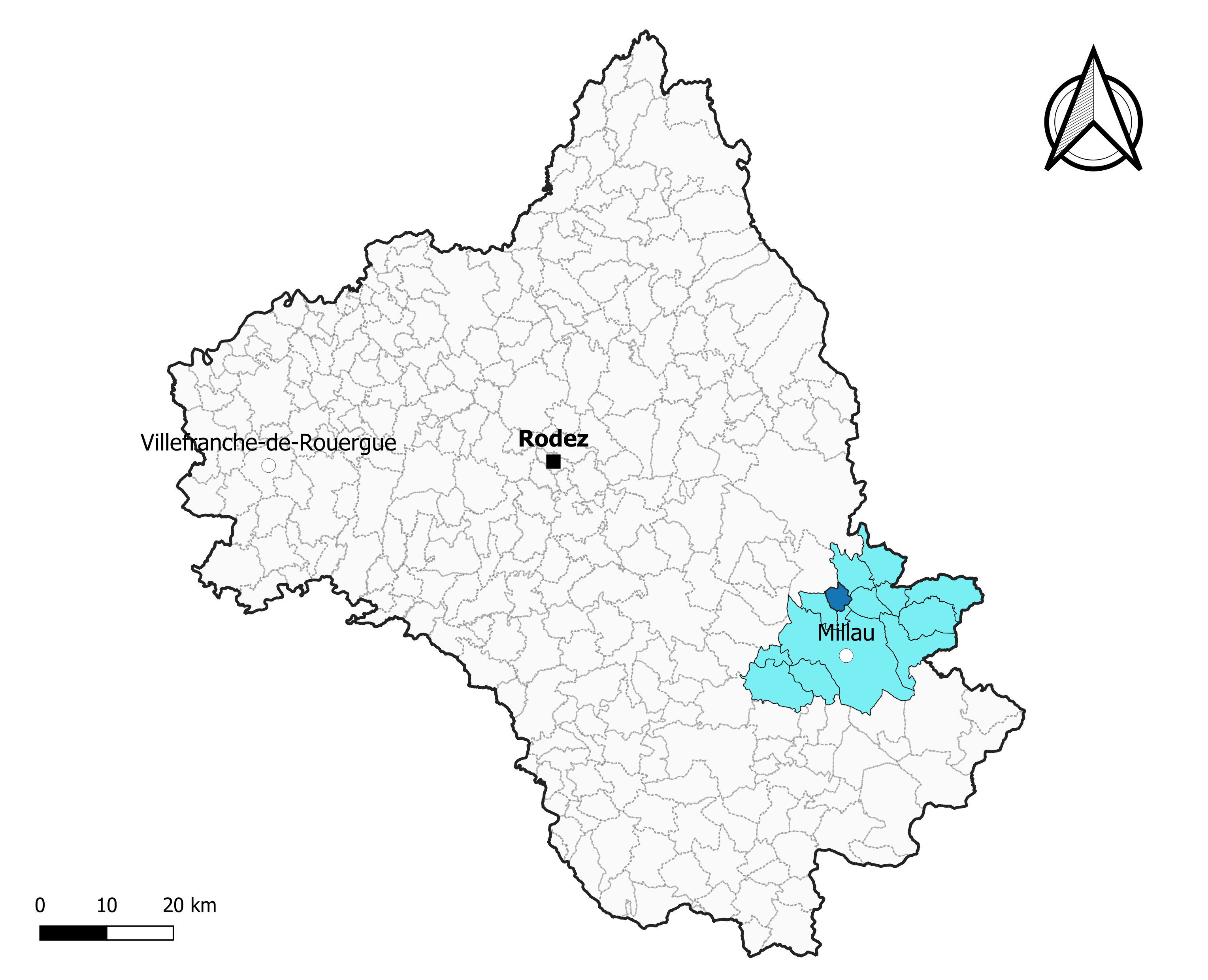
Compeyre dans l'intercommunalité en 2020.
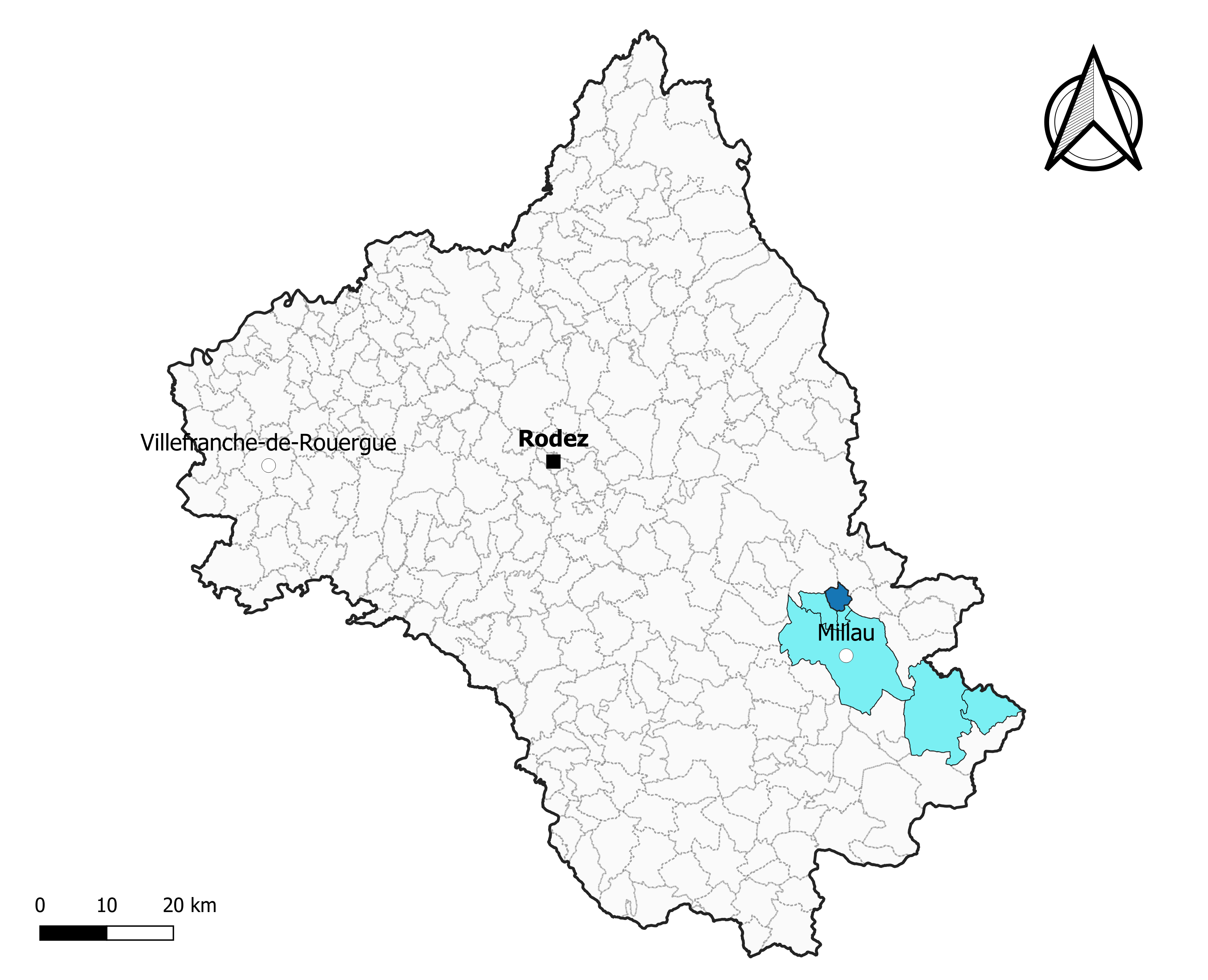
Compeyre dans le canton de Millau-2 en 2020.
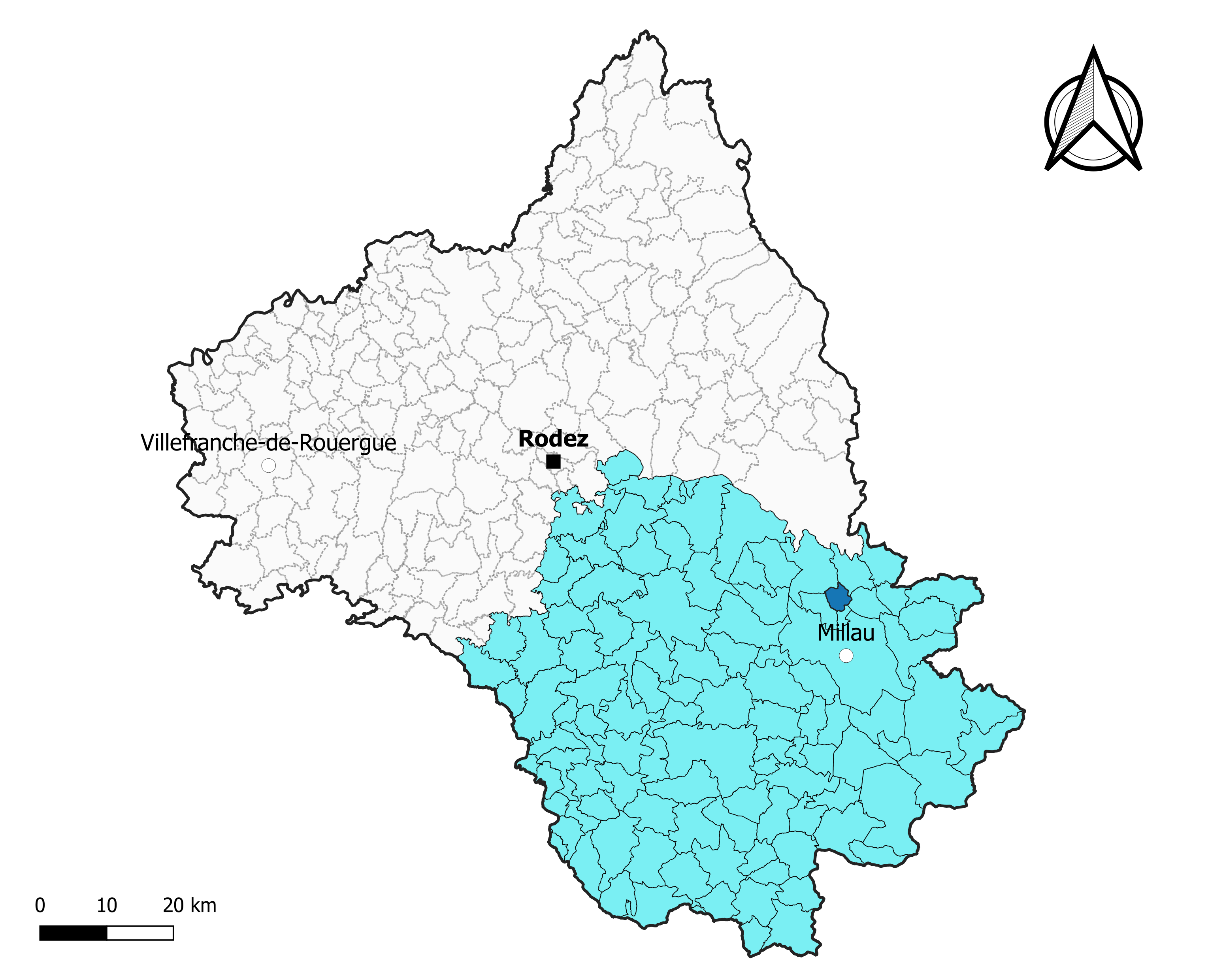
Compeyre dans l'arrondissement de Millau en 2020.

### Élections municipales et communautaires

#### Élections de 2020
Le conseil municipal de Compeyre, commune de moins de 1 000 habitants, est élu au scrutin majoritaire plurinominal à deux tours avec candidatures isolées ou groupées et possibilité de panachage. Compte tenu de la population communale, le nombre de sièges à pourvoir lors des élections municipales de 2020 est de 15. Sur les seize candidats en lice, quinze sont élus dès le premier tour, le 15 mars 2020, correspondant à la totalité des sièges à pourvoir, avec un taux de participation de 48,05 %.
Patricia Pitot-Migayrou, maire sortante, est réélue pour un nouveau mandat le 25 mai 2020.
Dans les communes de moins de 1 000 habitants, les conseillers communautaires sont désignés parmi les conseillers municipaux élus en suivant l’ordre du tableau (maire, adjoints puis conseillers municipaux) et dans la limite du nombre de sièges attribués à la commune au sein du conseil communautaire. Un siège est attribué à la commune au sein de la communauté de communes de Millau Grands Causses.

#### Liste des maires
| Période                                  | Période  | Identité                 | Étiquette | Qualité              |
| ---------------------------------------- | -------- | ------------------------ | --------- | -------------------- |
| Les données manquantes sont à compléter. |          |                          |           |                      |
|                                          |          |                          |           |                      |
| 1995                                     | 2014     | Aimé Deroussi            |           |                      |
| avril 2014 (réélue en mai 2020)          | En cours | Patricia Pitot-Migayrou, | SE        | Employée de commerce |

## Démographie
L'évolution du nombre d'habitants est connue à travers les recensements de la population effectués dans la commune depuis 1793. Pour les communes de moins de 10 000 habitants, une enquête de recensement portant sur toute la population est réalisée tous les cinq ans, les populations de référence des années intermédiaires étant quant à elles estimées par interpolation ou extrapolation. Pour la commune, le premier recensement exhaustif entrant dans le cadre du nouveau dispositif a été réalisé en 2005.

En 2022, la commune comptait 526 habitants, en évolution de −1,5 % par rapport à 2016 (Aveyron : +0,37 %, France hors Mayotte : +2,11 %).
| 1793 | 1800  | 1806  | 1821  | 1831 | 1836 | 1841 | 1846 | 1851 |
| ---- | ----- | ----- | ----- | ---- | ---- | ---- | ---- | ---- |
| 990  | 1 093 | 1 651 | 1 740 | 787  | 765  | 775  | 778  | 732  |

| 1856 | 1861 | 1866 | 1872 | 1876 | 1881 | 1886 | 1891 | 1896 |
| ---- | ---- | ---- | ---- | ---- | ---- | ---- | ---- | ---- |
| 724  | 718  | 616  | 610  | 804  | 616  | 602  | 558  | 510  |

| 1901 | 1906 | 1911 | 1921 | 1926 | 1931 | 1936 | 1946 | 1954 |
| ---- | ---- | ---- | ---- | ---- | ---- | ---- | ---- | ---- |
| 468  | 481  | 475  | 393  | 407  | 331  | 331  | 328  | 339  |

| 1962 | 1968 | 1975 | 1982 | 1990 | 1999 | 2005 | 2006 | 2010 |
| ---- | ---- | ---- | ---- | ---- | ---- | ---- | ---- | ---- |
| 325  | 334  | 310  | 348  | 419  | 492  | 520  | 528  | 517  |

| 2015 | 2020 | 2022 | - | - | - | - | - | - |
| ---- | ---- | ---- | - | - | - | - | - | - |
| 533  | 518  | 526  | - | - | - | - | - | - |

## Économie

### Revenus
En 2018  (données Insee publiées en septembre 2021), la commune compte 227 ménages fiscaux, regroupant 532 personnes. La médiane du revenu disponible par unité de consommation est de 21 840 € (20 640 € dans le département).

### Emploi
| Division       | 2008  | 2013  | 2018  |
| -------------- | ----- | ----- | ----- |
| Commune        | 4,1 % | 6,6 % | 3,6 % |
| Département    | 5,4 % | 7,1 % | 7,1 % |
| France entière | 8,3 % | 10 %  | 10 %  |

En 2018, la population âgée de 15 à 64 ans s'élève à 312 personnes, parmi lesquelles on compte 75,2 % d'actifs (71,7 % ayant un emploi et 3,6 % de chômeurs) et 24,8 % d'inactifs,. Depuis 2008, le taux de chômage communal (au sens du recensement) des 15-64 ans est inférieur à celui de la France et du département.
La commune fait partie de la couronne de l'aire d'attraction de Millau, du fait qu'au moins 15 % des actifs travaillent dans le pôle,. Elle compte 62 emplois en 2018, contre 81 en 2013 et 59 en 2008. Le nombre d'actifs ayant un emploi résidant dans la commune est de 224, soit un indicateur de concentration d'emploi de 27,8 % et un taux d'activité parmi les 15 ans ou plus de 54,7 %.
Sur ces 224 actifs de 15 ans ou plus ayant un emploi, 34 travaillent dans la commune, soit 15 % des habitants. Pour se rendre au travail, 92,8 % des habitants utilisent un véhicule personnel ou de fonction à quatre roues, 1,4 % les transports en commun, 2,7 % s'y rendent en deux-roues, à vélo ou à pied et 3,2 % n'ont pas besoin de transport (travail au domicile).

### Activités hors agriculture
47 établissements sont implantés  à Compeyre au 31 décembre 2019. Le tableau ci-dessous en détaille le nombre par secteur d'activité et compare les ratios avec ceux du département,.
| Secteur d'activité                                                                                        | Commune | Commune | Département |
| Secteur d'activité                                                                                        | Nombre  | %       | %           |
| --- | ------- | ------- | ----------- |
| Ensemble                                                                                                  | 47      |         |             |
| Industrie manufacturière, industries extractives et autres                                                | 2       | 4,3 %   | (17,7 %)    |
| Construction                                                                                              | 8       | 17 %    | (13 %)      |
| Commerce de gros et de détail, transports, hébergement et restauration                                    | 16      | 34 %    | (27,5 %)    |
| Activités immobilières                                                                                    | 2       | 4,3 %   | (4,2 %)     |
| Activités spécialisées, scientifiques et techniques et activités de services administratifs et de soutien | 9       | 19,1 %  | (12,4 %)    |
| Administration publique, enseignement, santé humaine et action sociale                                    | 2       | 4,3 %   | (12,7 %)    |
| Autres activités de services                                                                              | 8       | 17 %    | (7,8 %)     |

Le secteur du commerce de gros et de détail, des transports, de l'hébergement et de la restauration est prépondérant sur la commune puisqu'il représente 34 % du nombre total d'établissements de la commune (16 sur les 47 entreprises implantées  à Compeyre), contre 27,5 % au niveau départemental.

### Agriculture
|               | 1988 | 2000 | 2010 | 2020 |
| ------------- | ---- | ---- | ---- | ---- |
| Exploitations | 29   | 16   | 12   | 9    |
| SAU (ha)      | 363  | 359  | 474  | 408  |

La commune est dans les Grands Causses, une petite région agricole occupant le sud-est du département de l'Aveyron. En 2020, l'orientation technico-économique de l'agriculture  sur la commune est la polyculture et/ou le polyélevage. Neuf exploitations agricoles ayant leur siège dans la commune sont dénombrées lors du recensement agricole de 2020 (29 en 1988). La superficie agricole utilisée est de 408 ha,,.

## Culture et patrimoine

### Langue régionale
Situé dans l'ancienne province du Rouergue, la langue traditionnelle du village est le rouergat, un dialecte de l'occitan.

### Lieux et monuments
- Les rues pittoresques de ce village perché.
- Les maisons aux façades patinées par le temps.
- La porte de la Maison des artisans.
- La calade située aux abords du château fondé en 1077.
- Le puits des Anglais, à l'intérieur même du village.
- Le Sesteyral : série de mesures à grains : l'une des mieux conservées du Midi de la France, elle témoigne sur la place au centre du village de la vie rurale des siècles passés.
- Le pigeonnier de Lagarde inscrit en 2011 au titre des monuments historiques[62].
- Le château de Cabrières : jardin d'agrément[63].
- Église Saint-Vincent de Compeyre.

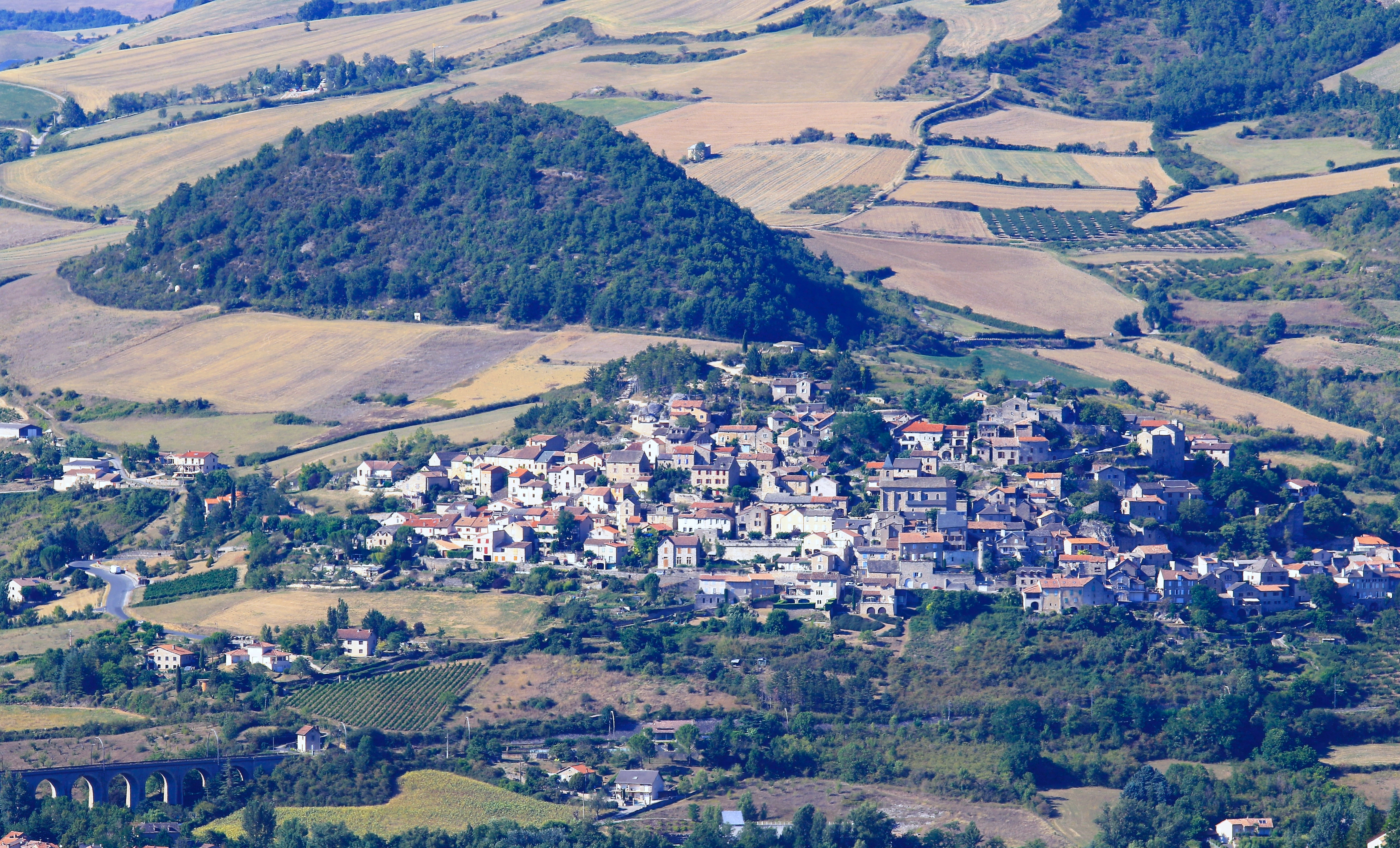
Église Saint-Laurent de Pailhas.  - Compeyre vu du Causse Noir
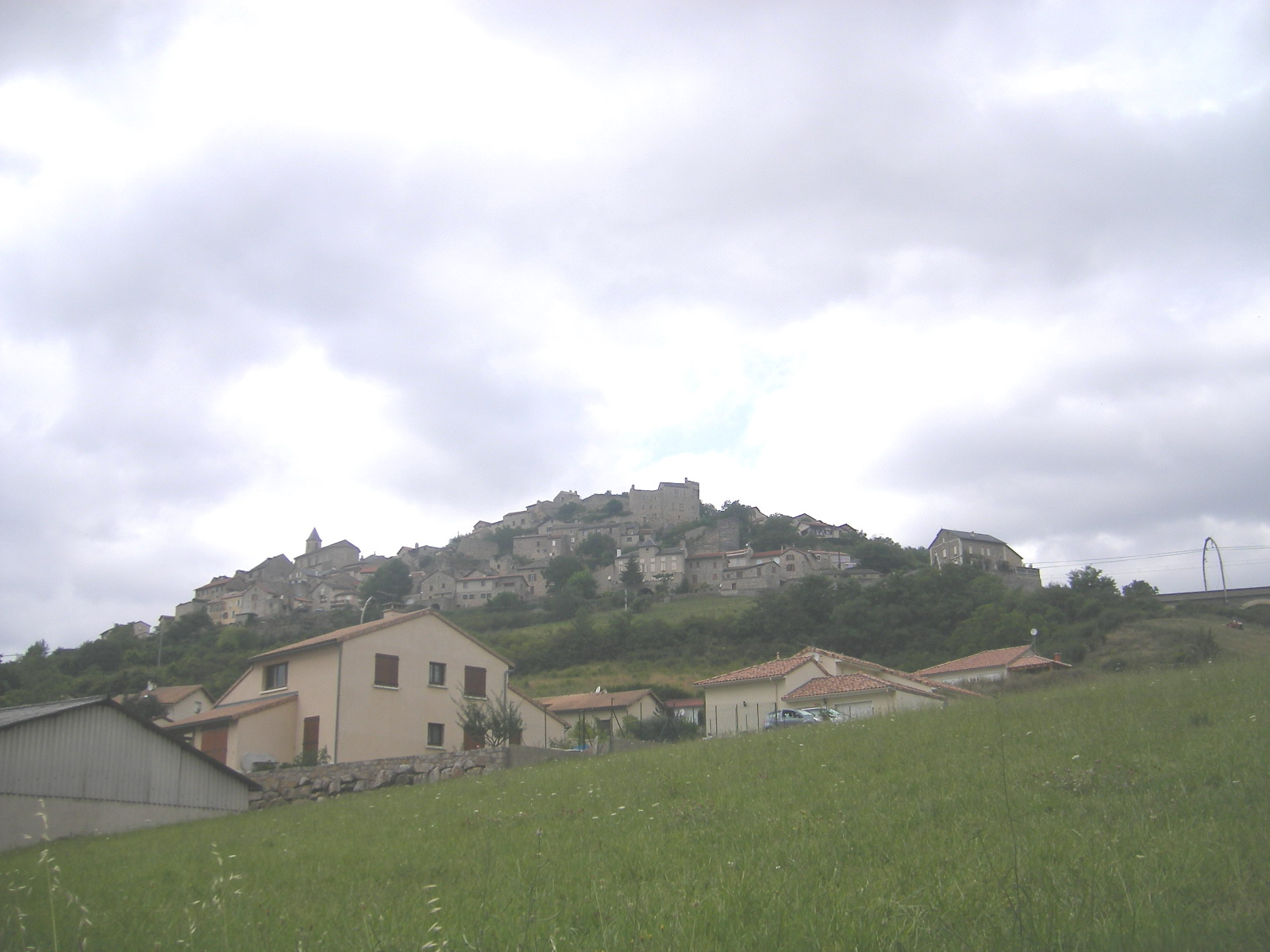
Compeyre, un village perché
  - Compeyre, un village perché

### Personnalités liées à la commune
- Emma Calvé (1858-1942), cantatrice. Au faîte de sa gloire, elle achète en 1884 le château de Cabrières avant de le revendre à un industriel gantier quelques années plus tard.
- Mère Marie-Anastasie (1833-1878), fondatrice de la congrégation des Dominicaines de Monteils, née à Compeyre.
- Auguste Fabre (1820-1878), député et maire de Nîmes, né à Compeyre.

### Héraldique
| Blason de Compeyre | D'azur aux trois lettres P capitales d'or surmontées de trois fleurs de lys du même rangées en chef. |

### Gastronomie
Les vignes sont présentes à Compeyre depuis plus de 400 ans. Le vin est d'ailleurs toujours vinifié dans les vieilles caves compeyrolles. Aujourd'hui il bénéficie de l'appellation Côtes de Millau : Cuvée des Maîtres de Sampettes.